# ویلیمسن (آیووا)
ویلیمسن (به انگلیسی: Williamson) شهری در ایالت آیووا کشور ایالات متحده آمریکا است که جمعیت آن در سرشماری سال ۲۰۱۰ میلادی، ۱۵۲ نفر بوده‌است.